# Романив, Стефан Илькович
Стефан Илькович Романив (также Стефан Романов; укр. Стефа́н Ілько́вич Рома́нів, англ. Stefan Romaniw; 12 ноября 1955, Мельбурн, Австралия — 26 июня 2024, Варшава, Польша) — украинский политический деятель, первый заместитель президента Всемирного конгресса украинцев, 7-й глава ОУНР.

## Биография
Родился в семье эмигрантов, отец родом из Тернополя (прибыл в Австралию в 1949 году), мать — немка из Штутгарта. С малых лет посещал греко-католическую церковь в Мельбурне, украинскую школу. Окончил педагогический университет в Мельбурне, работал учителем начальной школы.
Был главой центра союза украинской молодёжи (СУМ) в Мельбурне, краевой управы СУМ в Австралии, главой приходского совета Украинской греко-католической кафедры в Мельбурне. Возглавлял парламентскую комиссию по вопросам многокультурности в штате Виктория. Был многолетним главой украинского общества в штате Виктория, главой Союза украинских организаций в Австралии, руководил украинской братской школы и являлся главой школьного совета. Также был заместителем главы всемирной управы Общества украинской молодёжи, с 2008 до 2018 — генеральный секретарь Всемирного конгресса украинцев, глава комиссии по признанию Голодомора геноцидом украинского народа.
В рядах ОУН работал долгие годы на разных должностях.
Умер 26 июня 2024 года в Варшаве в возрасте 68 лет.

## Семья
Жена — Анастасия и двое взрослых детей — Пётр и Тереза.

## Награды
- Орден князя Ярослава Мудрого IV степени (18 ноября 2024, Украина, посмертно) — за мужество и самоотверженность, проявленные в защите государственного суверенитета и территориальной целостности Украины, весомый личный вклад в развитие различных сфер общественной жизни в условиях военного положения, добросовестное выполнение профессиональной обязанности[4].
- Орден князя Ярослава Мудрого V степени (22 января 2022, Украина) — за значительный личный вклад в государственное строительство, социально-экономическое, научно-техническое, культурно-образовательное развитие Украинского государства, укрепления международного авторитета Украины, весомые трудовые достижения, многолетний добросовестный труд[5].
- Орден «За заслуги» I степени (20 августа 2008, Украина) — за весомый личный вклад в укрепление авторитета Украины в мире, популяризацию её исторических и современных достижений и по случаю 17-й годовщины независимости Украины[6].
- Орден «За заслуги» II степени (29 ноября 2007, Украина) — за активную общественную деятельность, весомый личный вклад в освещение правды о Голодоморе 1932-1933 годов в Украине[7].
- Орден «За заслуги» III степени (17 августа 2006, Украина) — за весомый личный вклад в укрепление международного авторитета Украины, популяризацию исторических и современных достижений украинского народа, активное участие в жизни зарубежной украинской общины[8].
- Юбилейная медаль «25 лет независимости Украины» (22 августа 2016, Украина) — за весомый личный вклад в укрепление международного авторитета Украинского государства, популяризацию её исторического наследия и современных достижений и по случаю 25-й годовщины независимости Украины[9].

## Статьи и интервью
- Романів: Українців 60 мільйонів і ми усі маємо воювати проти Путіна і російської агрeсії / Промова на VI Бандерівських читаннях // ВІДЕО на YouTube
- Чат-конференція з головою ОУН (бандерівців) Стефаном Романівим, 13.07.2009
- Стефан Романів: «У діаспорі нас учили, що українська нація не обмежена територією», 13.02.2010 (недоступная ссылка)
- Стефан Романів: мусимо обстоювати українську позицію, 14.06.2010
- Стефан Романів — Запоріжжя, 12.09.2011 Відео на YouTube
- Зустріч з Головою ОУН(б) Стефаном Романівим — Дніпропетровськ, 12.09.2011 Відео на YouTube
- Голова ОУН (б) Стефан Романів: «Треба в себе вірити і брати відповідальність», 09.02.2012
- Стефан Романів: Двомовність, тримовність і Державна мова в нормальних Державах, 02.07.2012